# Liinu järv
Liinu järv (järv = See) ist ein natürlicher See in Kanepi im Kreis Põlva auf dem estnischen Festland. Durch den See fließt der Bach Sillaotsa jõgi. 3,1 Kilometer vom 4,8 Hektar großen See entfernt liegt das Dorf Kooraste und 57,2 Kilometer entfernt liegt der 3555 km² große Peipussee (Peipsi-Pihkva järv). Mit einer maximalen Tiefe von 12,6 m erreicht er eine durchschnittliche Tiefe von sieben Metern.
Der See liegt direkt an der Grenze zur Landgemeinde Otepää im Kreis Valga.